# Yi Gwang-sik
Yi Gwang-sik (coréen: 이광식,李光轼), 29 septembre 1493 dans le Gangneung, mort le 1er décembre 1563 à Séoul, est un homme politique et général coréen de la période Joseon. Il est connu pour ses victoires contre la marine japonaise au cours de la guerre d'Eulmyowaebyeon (을묘왜변) de 1555 . 
En 1543, il reçoit le titre de Pyungando Byungma Jeoldosa, littéralement « commandant naval des provinces de Nava ».

## Source de la traduction
- (en) Cet article est partiellement ou en totalité issu de l’article de Wikipédia en anglais intitulé « Yi Gwang-sik » (voir la liste des auteurs).